# Trachypithecus
De pruiklangoeren (Trachypithecus) is een geslacht van zoogdieren uit de  familie van de Cercopithecidae (Apen van de Oude Wereld).

## Taxonomie
Er worden 22 soorten in dit geslacht geplaatst:
- Trachypithecus auratus (É. Geoffroy, 1812) – Javaanse langoer
- Trachypithecus barbei (Blyth, 1847) – Barbes langoer
- Trachypithecus crepusculus (D. G. Elliot, 1909)
- Trachypithecus cristatus (Raffles, 1821) – Mutslangoer
- Trachypithecus delacouri (Osgood, 1932) – Witromplangoer
- Trachypithecus ebenus
- Trachypithecus francoisi (Pousargues, 1898) – Tonkinlangoer
- Trachypithecus geei (Khajuria, 1956) – Gouden langoer
- Trachypithecus germaini (Milne-Edwards, 1876)
- Trachypithecus hatinhensis (Dao, 1970) – Ha Tinhlangoer
- Trachypithecus laotum (Thomas, 1911) – Witbrauwlangoer
- Trachypithecus leucocephalus Tan Bangjie, 1957 – Witkoplangoer
- Trachypithecus margarita (D. G. Elliot, 1909)
- Trachypithecus mauritius (Griffith, 1821)
- Trachypithecus melamera (D. G. Elliot, 1909)
- Trachypithecus obscurus – Brillangoer
- Trachypithecus phayrei (Blyth, 1847) – Phayrelangoer
- Trachypithecus pileatus (Blyth, 1843) – Kuiflangoer
- Trachypithecus poliocephalus (Pousargues, 1898) – Catbalangoer
- Trachypithecus popa Roos, Helgen, et all, 2020[2] – Popalangoer
- Trachypithecus selangorensis Roos, Nadler, & Walter, 2008
- Trachypithecus shortridgei (Wroughton, 1915)